# Mogi Bayat

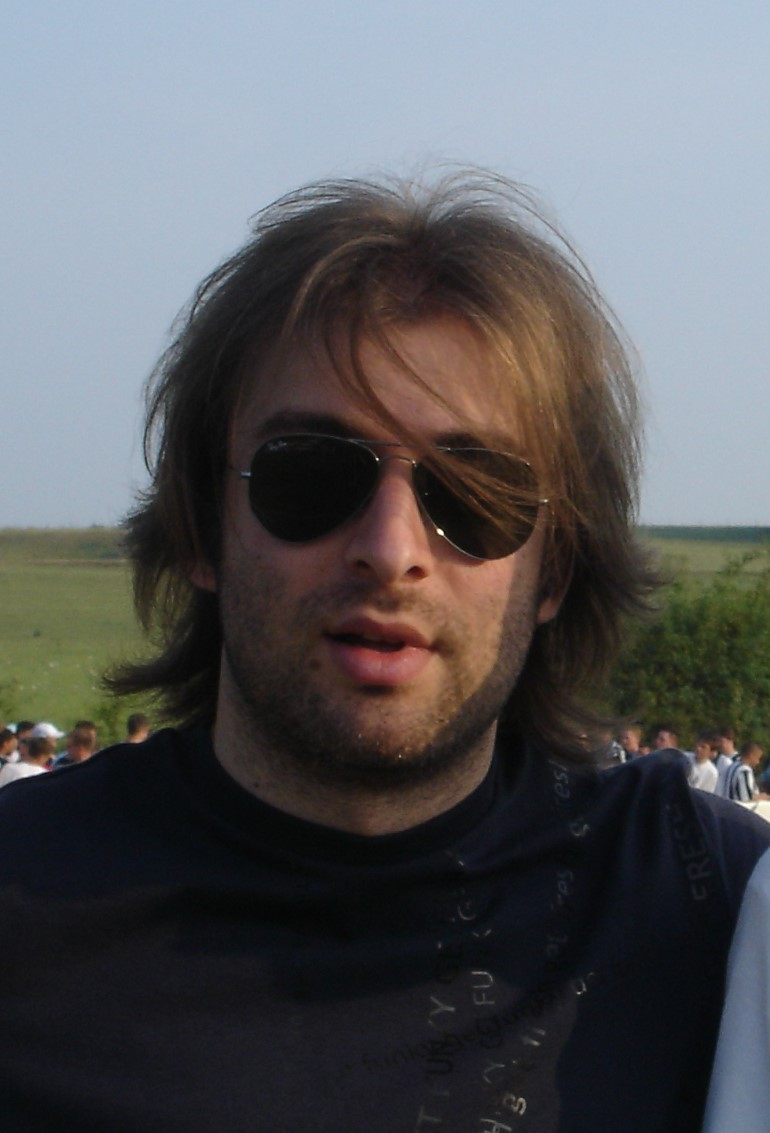
Mogi Bayat

Mogi Bayat (Teheran, 24 juni 1974), wiens officiële naam Arnaud Bayat luidt, is een Iraans zakenman die ook over de Franse nationaliteit beschikt. Van 2003 tot 2010 was hij algemeen directeur van voetbalclub Sporting Charleroi. Hij is de neef van Abbas Bayat en de broer van Mehdi Bayat.

## Biografie
De in Iran geboren Mogi Bayat trok op 6-jarige leeftijd naar de Verenigde Staten, waar hij behandeld werd tegen een ernstige ziekte. Een jaar later verhuisden de Bayats naar Zuid-Frankrijk. Om het naturalisatieproces te vergemakkelijken namen de broers Mogi en Mehdi Bayat Franse voornamen aan. Sindsdien heet Mogi officieel Arnaud Bayat. Hij sloot zich in zijn jeugd aan bij voetbalclub AS Cannes, maar schopte het nooit tot het eerste elftal.
Bayat werd een zakenman en kreeg in de loop der jaren de leiding over het fruitsapmerk Sunnyland France, een bedrijf waarvan Abbas Bayat de grote baas was. Die job gaf Mogi op toen hij in 2003 werd aangesteld als algemeen directeur van voetbalclub Sporting Charleroi. Al gauw ontpopte Bayat zich tot een van de opvallendste figuren uit het bestuur van de club. Na (en soms tijdens) sommige wedstrijden nam hij de scheidsrechter zwaar op de korrel, waardoor hij vaak in aanvaring kwam met de KBVB.
In december 2010 zette zijn oom Abbas hem aan de deur als manager. Sindsdien is hij actief als spelersmakelaar. Hij was onder meer betrokken bij de transfers van Anthony Limbombe, Kaveh Rezaei, Obbi Oulare, Łukasz Teodorczyk, Massimo Bruno, Adrien Trebel, Samuel Kalu, Bubacarr Sanneh en Thomas Foket.

## Beschuldiging van witwassen
Op 10 oktober 2018 werd Bayat opgepakt in een onderzoek van het federaal parket, Operatie Propere Handen. Hij wordt verdacht van witwassen en deelname aan een criminele organisatie. Op 27 november 2018 wordt hij onder voorwaarden vrijgelaten, nadat hij de waarborgsom van 150.000 euro moest betalen. Het belette hem niet om met zijn activiteit als voetbalmakelaar verder te gaan. In 2019 was hij de meest actieve makelaar in het Belgisch voetbal.